# 張大凱
張大凱，安徽六安州人，清朝政治人物。举人出身。
嘉庆十六年六月，擔任清朝廣東省潮州府豐順縣知縣嘉庆十六年六月到任。后由舒懋官接任。